# Nadaillac-de-Rouge
Nadaillac-de-Rouge ist eine französische Gemeinde mit 170 Einwohnern (Stand 1. Januar 2022) im Département Lot in der Region Okzitanien (bis 2015 Midi-Pyrénées). Sie gehört zum Arrondissement Gourdon und zum Gemeindeverband Causses et Vallée de la Dordogne. Die Bewohner werden Nadaillacais genannt.

## Geografie
Die Gemeinde Nadaillac-de-Rouge liegt im Nordwesten des Départements Lot zwischen den Landschaften Périgord im Westen und Haut Quercy im Südosten, etwa 20 Kilometer ostsüdöstlich von Sarlat-la-Canéda und zehn Kilometer südwestlich von Souillac. Der kalkhaltige Boden lässt keine oberirdischen Fließgewässer im Gemeindegebiet zu. Die Landschaft wird durch weite Wälder geprägt, die zwei Drittel der 7,73 km² umfassenden Gemeinde ausmachen. Die nordwestliche Grenze der Gemeinde zum Département Dordogne und zur Region Nouvelle-Aquitaine wird vom Flüsschen Tournefeuille markiert, kurz vor dessen Mündung in die Dordogne. Die größten Ortsteile der Gemeinde Padirac sind Travail, La Croix, Les Cassagnes, Andreuilles, La Garenne, Les Estiades, Arteil, Les Espioles, Las Bouffios und Les Bories d’Arties. Umgeben wird Padirac von den Nachbargemeinden Le Roc im Norden, Lanzac im Osten, Loupiac im Südosten, Lamothe-Fénelon im Süden sowie Saint-Julien-de-Lampon im Westen.

## Ortsname
Der Ortsname Nadaillac basiert auf dem lateinischen Anthroponym Natalius. Die Endung -ac ist ein typisch gallischer Suffix. Der Namenszusatz -de-Rouge weist auf eine vermutlich germanische Person namens Hrogis hin.
Der Name des Ortes tauchte erstmals im Jahr 1504 in einer Urkunde auf. Im Jahr 1801 gab es zeitweilig die Schreibweise Nadailhac-des-Rouges. Ab 1806 war Nadaillac-de-Rouge zusammen mit Mareuil ein Teil der Gemeinde Le Roc; 1928 wurde sie wieder ausgegliedert und neu gegründet.

### Bevölkerungsentwicklung
| Jahr      | 1962 | 1968 | 1975 | 1982 | 1990 | 1999 | 2006 | 2013 | 2021 |
| --------- | ---- | ---- | ---- | ---- | ---- | ---- | ---- | ---- | ---- |
| Einwohner | 96   | 89   | 86   | 92   | 96   | 101  | 163  | 166  | 161  |

Im Jahr 1800 wurde mit 349 Bewohnern die bisher höchste Einwohnerzahl ermittelt. Die Zahlen basieren auf den Daten von cassini.ehess und INSEE.

## Sehenswürdigkeiten
Das Château de Nadaillac ist eine Burganlage oberhalb des Dorfes und seit 1930 als Monument historique ausgewiesen. Ab 1450 waren die Angehörigen der Familie Pouget de Nadaillac die Burgherren. Während des Hundertjährigen Krieges wurden Teile der Burg von den Engländern zerstört, später wurde der Bau in ein Renaissance-Schloss umgewandelt.
Die Kirche Saint-Pierre wurde 1930 als Monument historique klassifiziert. Sie stammt aus dem 15. Jahrhundert, hat einen gotischen Glockenturm und eine fünfeckige Apsis. Sie war früher die Kapelle der Burg. Neben dem Glockenturm befinden sich unter dem Dach die Wappen der Burgherren, derer von Pouget. Auch die Kirche wurde bei den Kämpfen gegen die Engländer in Mitleidenschaft gezogen; man sieht heute noch  Arkebuse-Einschusslöcher.
Das Gefallenendenkmal wurde 1923 eingeweiht.

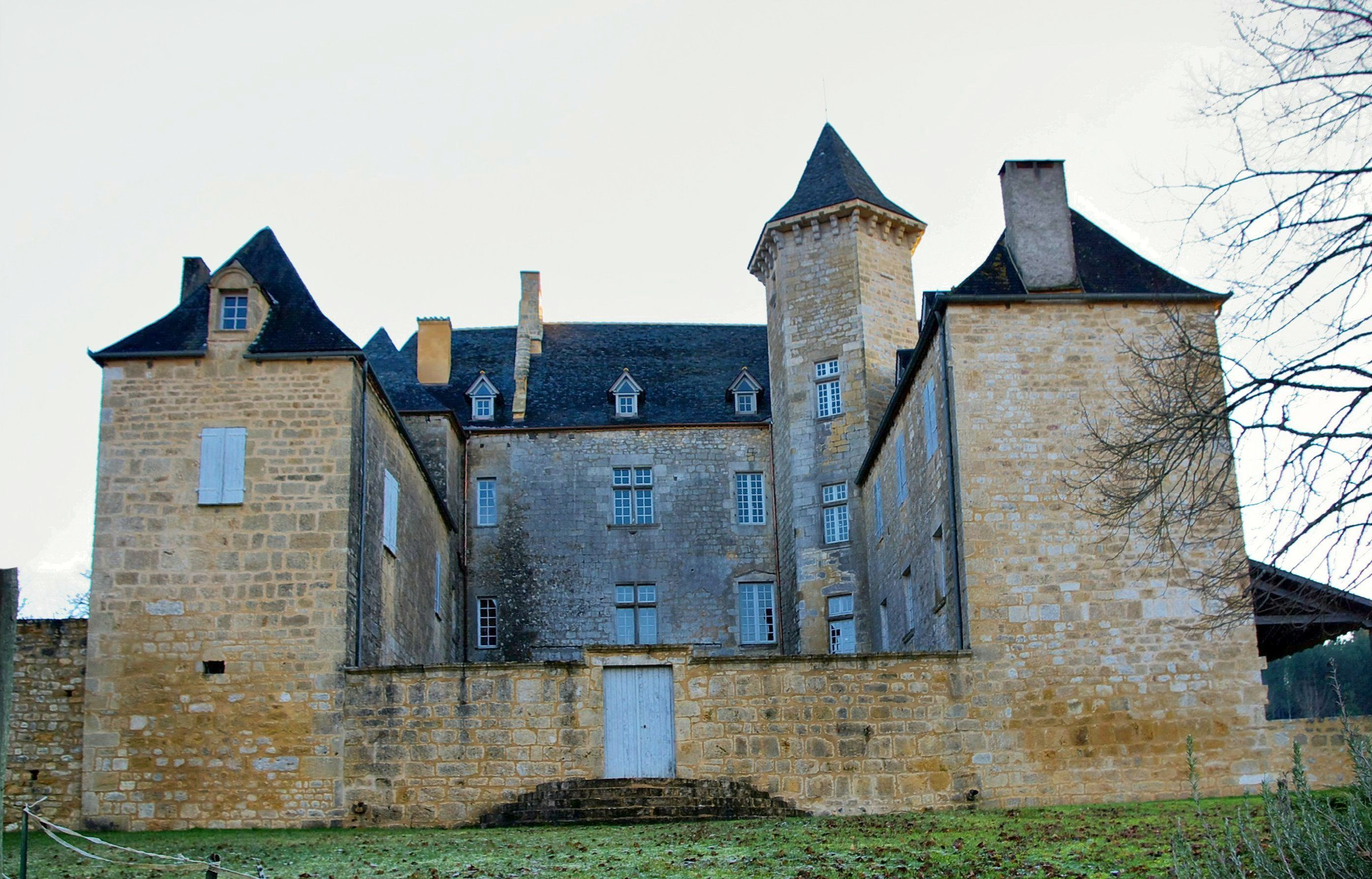
Château de Nadaillac
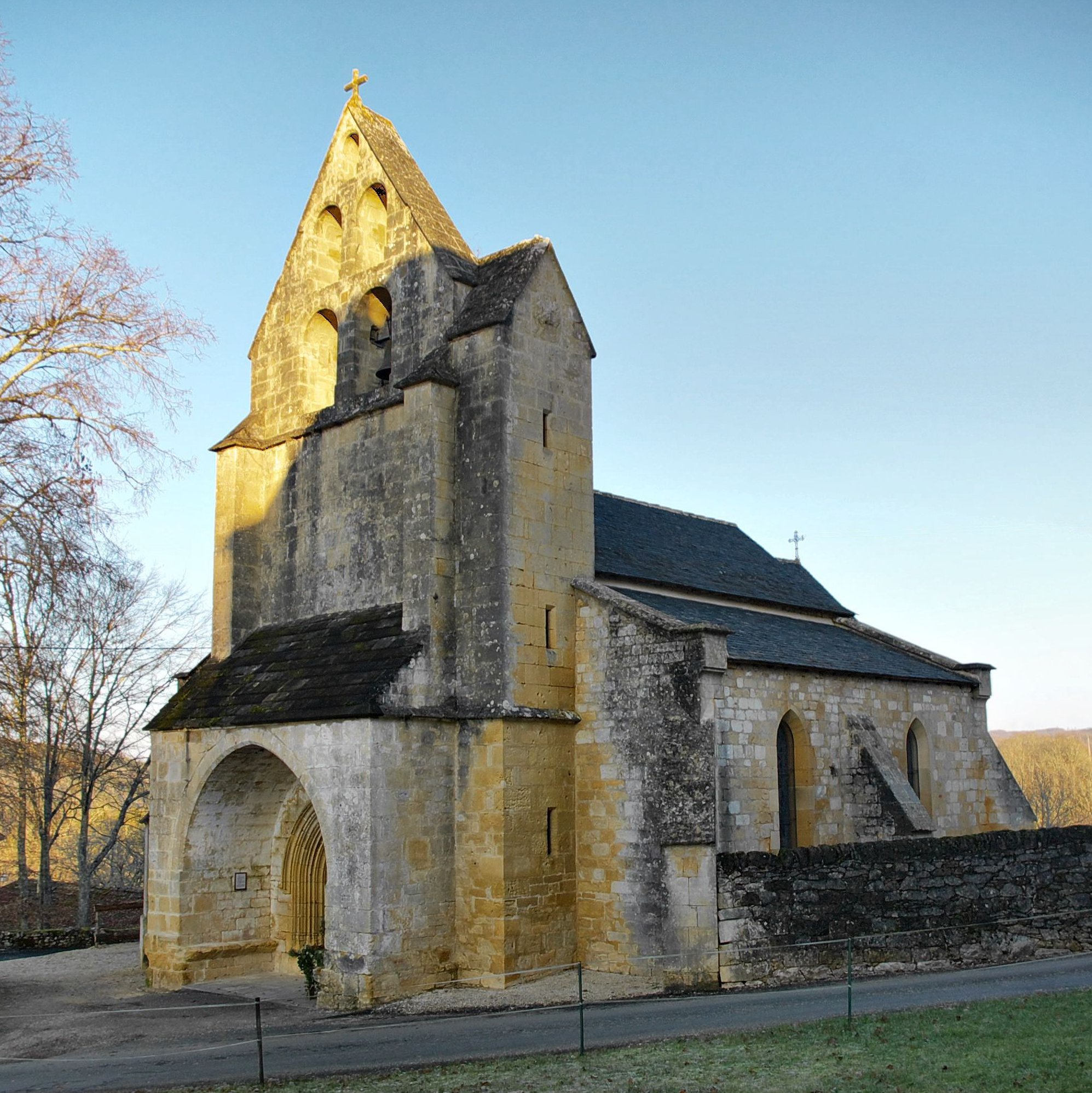
Kirche Saint-Pierre

## Wirtschaft und Infrastruktur
In der Gemeinde Nadaillac-de-Rouge gibt es einen Bäcker, einen Metzger sowie kleinere Handwerksbetriebe. Neben dem Tourismus (Ferienwohnungen und ein Hotel mit Restaurant) spielt auch die Landwirtschaft in der Gemeinde eine Rolle. In Nadaillac-de-Rouge sind 15 Landwirtschaftsbetriebe ansässig (Getreideanbau, Obstplantage, Rinderzucht).
Durch den Osten der Gemeinde Nadaillac-de-Rouge führt die Fernstraße D 820 von Souillac nach Cahors. Im zehn Kilometer entfernten Souillac besteht ein Anschluss an die (Autoroute A20). Der Bahnhof von Souillac liegt an der Bahnstrecke von Paris über Orléans nach Montauban (Ligne des Aubrais - Orléans à Montauban-Ville-Bourbon).

## Belege
1. ↑  Gaston Bazalgues: À la découverte des noms de lieux du Quercy : Toponymie lotoise, Gourdon, Éditions de la Bouriane et du Quercy, Juni 2002, 127 S. (ISBN 2-910540-16-2), S. 117 (französisch)
2. ↑  Ortsname auf cassini.ehess.fr (französisch)
3. ↑  Nadaillac-de-Rouge auf cassini.ehess
4. ↑  Nadaillac-de-Rouge auf insee.fr
5. ↑  Eintrag in der Base Mérimée des Kulturministeriums. Abgerufen am 7. Juni 2019 (französisch).
6. ↑  Kirche Saint-Pierre auf patrimoines.laregion.fr. Abgerufen am 7. Juni 2019 (französisch).
7. ↑  Landwirte in Nadaillac-de-Rouge auf annuaire-mairie.fr (französisch)